# Высотная поясность
Высотная поясность, или высотная зональность, — закономерная смена природных условий, природных зон и ландшафтов в горах по мере возрастания абсолютной высоты (высоты над уровнем моря).
«Высотный пояс», «высотная ландшафтная зона» — единица высотно-зонального расчленения ландшафтов в горах. Высотный пояс образует полосу, сравнительно однородную по природным условиям, часто прерывистую.

## Характеристика явления

Нагревание твёрдых тел при солнечном освещении и в тени в разных высотных поясах

Высотная поясность объясняется изменением климата с высотой: на 1 км подъёма температура воздуха снижается в среднем на 6 °C, уменьшается давление воздуха, его запылённость, возрастает интенсивность солнечной радиации, до высоты 2—3 км увеличивается облачность и количество осадков.
По мере нарастания высоты происходит смена ландшафтных поясов, в некоторой степени аналогичная широтной зональности. Величина солнечной радиации увеличивается вместе с увеличением теплопотерь поверхности. По этой причине температура воздуха снижается по мере роста высоты. Кроме того, происходит уменьшение количества осадков из-за барьерного эффекта.
Между широтными поясами и высотными зонами есть частичное сходство в климатических особенностях, размещении растительности и почв. Но многим поясам невозможно найти полные широтные аналоги.
Например, поясу горных тундр не свойственна полярная ночь, в отличие от аналога на равнине. Это определяет различие в протекании гидроклиматических и почвенно-биологических процессов.

## Типы высотной поясности
Каждой ландшафтной зоне свойственен свой тип высотной поясности, свой поясной ряд, характеризуемый числом поясов, их последовательностью и высотными границами. Полный спектр высотной поясности можно наблюдать в крупных горных массивах экваториальных и тропических широт (Анды, Гималаи).
Формирование типов высотной поясности горных систем определяют следующие факторы:
- Географическое положение горной системы. Количество высотных поясов в каждой горной системе и их высотное положение в основных чертах определяются широтой места и положением по отношению к морям и океанам (континентальностью). По мере продвижения с севера на юг высотное положение природных поясов в горах и их набор постепенно увеличиваются. Самый нижний пояс в горной системе является продолжением той широтной зоны, которая расположена у подножия.
- Абсолютная высота горной системы. Чем выше поднимаются горы и чем ближе они расположены к экватору, тем большее количество высотных поясов они имеют.
- Рельеф. Рельеф горных систем (орографический рисунок, степень расчленённости и выравненности) определяет распределение снежного покрова, условия увлажнения, сохранность или вынос продуктов выветривания, влияет на развитие почвенно-растительного покрова и тем самым определяет разнообразие природных комплексов в горах.
- Климат. С поднятием в горы меняются температура, увлажнение, солнечная радиация, направление и сила ветра, типы погоды. Климат определяет характер и распространение почв, растительности, животного мира и т. д., а следовательно, разнообразие природных комплексов.
- Экспозиция склонов. Она играет существенную роль в распределении тепла, влаги, ветровой деятельности, а следовательно, процессов выветривания и распределения почвенно-растительного покрова. На северных склонах каждой горной системы высотные пояса расположены обычно ниже, чем на южных склонах.

На положение, изменение границ и природный облик высотных поясов оказывает влияние и хозяйственная деятельность человека.
Отчётливее всего различаются две группы типов высотной поясности: приморская и континентальная. Для приморской группы характерно преобладание горно-лесных типов ландшафта в низко- и среднегорьях и наличие безлесного пояса (альпийского в широком смысле слова) в высокогорьях. Для континентальной группы высотных поясов характерны безлесные ландшафты, обычно с последовательной сменой от пустынных в подножиях и предгорьях к горно-степным и горно-луговым в среднем и верхнем этажах гор.
При более детальном расчленении в пределах этих групп выделяется несколько типов спектров высотной поясности, выдержанных в обширных меридиональных полосах. В каждой из этих полос общими являются не только климатические условия, но и история природы, прежде всего общность или связь очагов формирования флор и фаун.

### Примеры типов высотной поясности
Прибрежно-атлантический тип представляют горы Западного Кавказа. Самым нижним является горно-лесной пояс с подпоясами широколиственных и хвойных лесов. Выше идёт альпийский (в широком смысле) пояс с подпоясами субальпийского криволесья и высокотравных лугов, собственно альпийских низкотравных лугов и нивальным.
Примером урало-тяньшаньского типа высотной поясности служат горы Средней Азии со сменой поясов от пустынь в подножиях к горным степям на склонах, местами с переходами к горным лесам, лугам и высокогорным пустыням, выше которых также простирается нивальный пояс.

## Высотные пояса

### Нивальный пояс

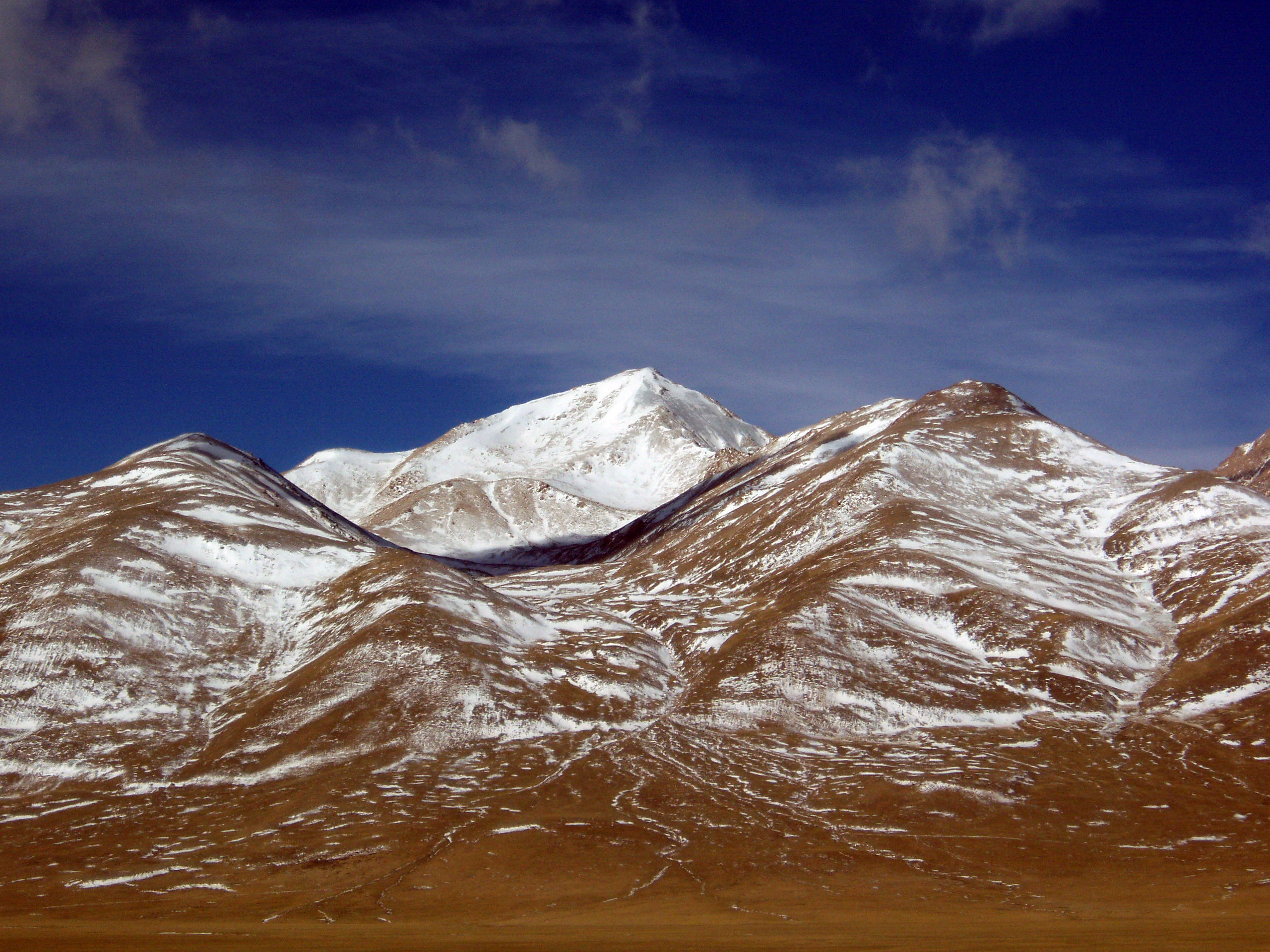
Снежники Тибета

Название происходит от лат. nivalis — снежный, холодный. Пояс вечных снегов и ледников, самая верхняя из высотных зон в горах. Нивальный пояс располагается выше снеговой линии, которая в тропической зоне и пустынных регионах достигает 6500 м (Анды, Центральная Азия) и закономерно снижается к северу и югу, достигая уровня Мирового океана в Антарктиде и Арктике. Снизу граничит с альпийским (в узком смысле) поясом.
Свободные от снега небольшие пространства испытывают усиленное морозное выветривание, что обуславливает наличие грубообломочной коры выветривания (камни, щебень). На ней селятся водоросли, накипные лишайники, единичные цветковые травы. Заходят в нивальные пояса некоторые насекомые, птицы, единичные виды грызунов и хищников.
Нивальный пояс иногда рассматривают как часть альпийского.

### Горно-тундровый пояс (субнивальный пояс)

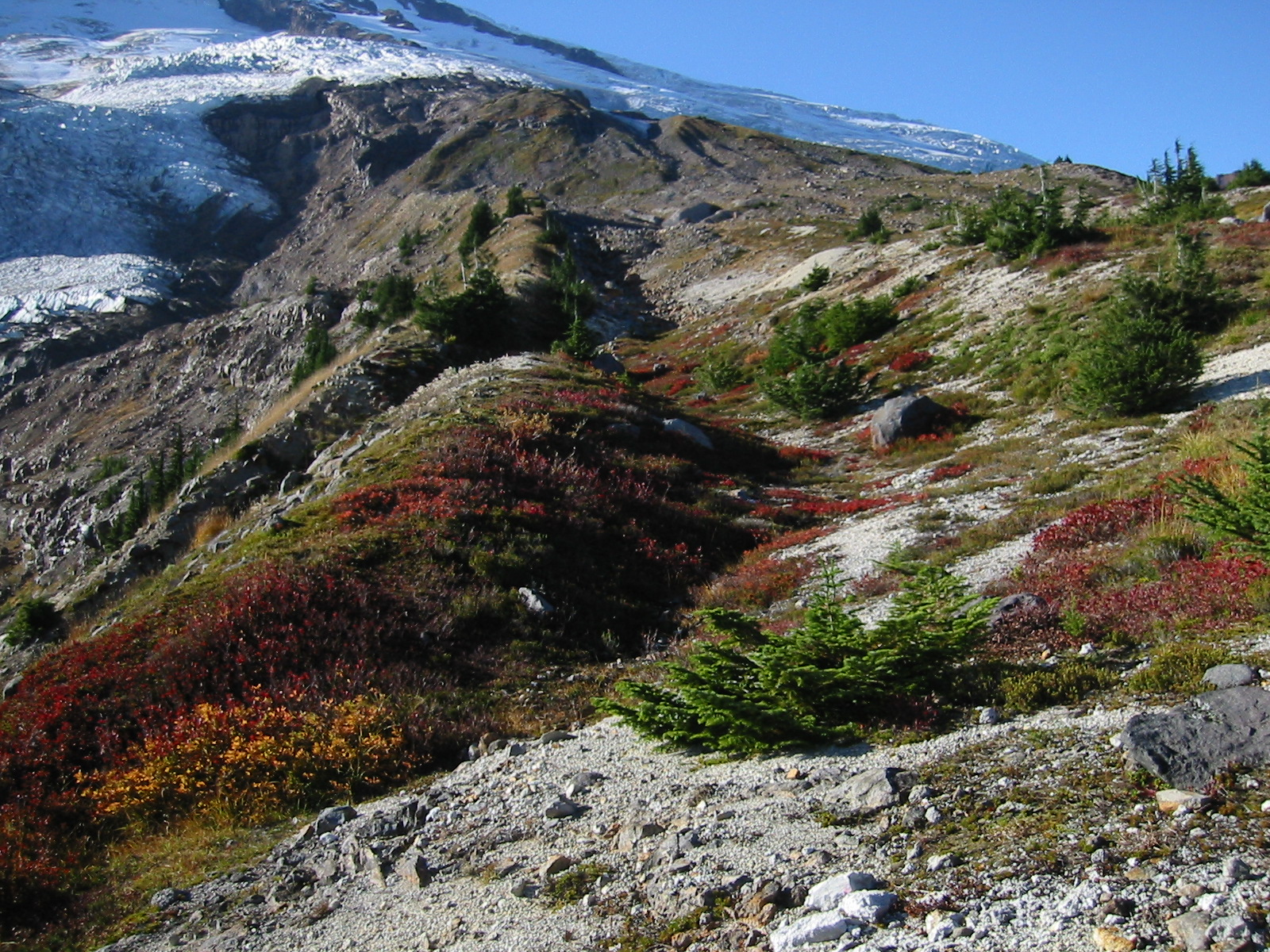
Кордильеры (США, Вашингтон)

Расположен между нивальным (который находится выше) и горно-лесным или альпийским (который находится ниже) поясами. Климатические условия характеризуются продолжительной суровой зимой и коротким холодным летом. Среднемесячные температуры ниже +5°. Обычны сильные ветры, перевевающие снежный покров зимой и иссушающие поверхность почвы летом. Нередко глубокое промерзание грунтов. Растительность мохово-лишайниковая и арктико-альпийская кустарничковая.
В относительно тёплых регионах замещается альпийским и субальпийским поясами.

### Альпийский пояс
Основная статья: Альпийский пояс

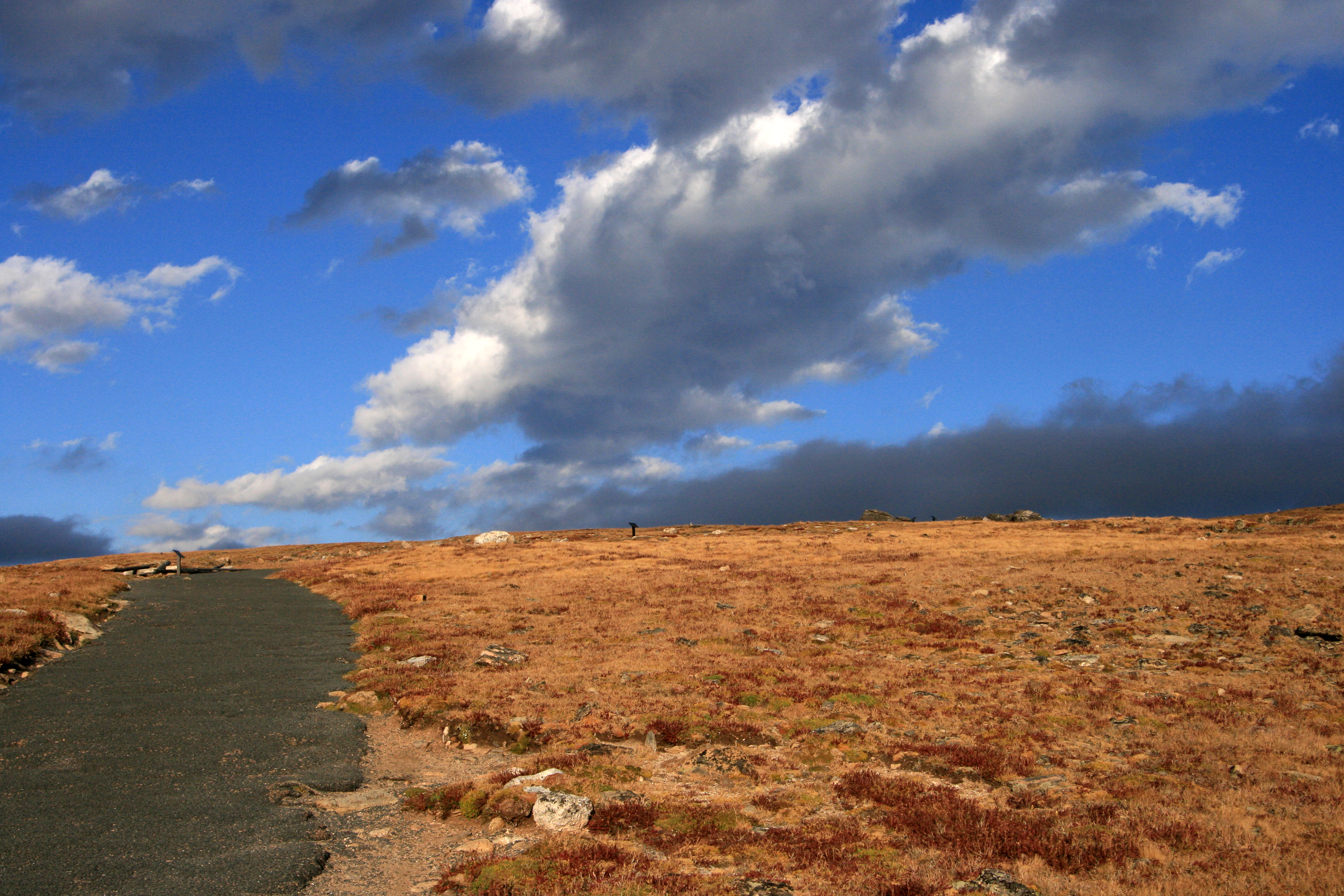
Альпийские луга

В широком понимании — высокогорная область выше границы леса и криволесий.
В понимании ботаников — типичный для умеренного и субтропического поясов пояс субальпийских и альпийских лугов и стелющихся кустарников, перемежающихся с каменными осыпями. Снизу граничит с субальпийским поясом, сверху — с нивальным или горно-тундровым.
В Альпах и Андах граница альпийского пояса находится на высоте 2200 м, на Восточном Кавказе — 2800 м, на Тянь-Шане — 3000 м, а в Гималаях — выше 3600 м.
В качестве синонима может употребляться термин горно-луговой пояс.

### Субальпийский пояс

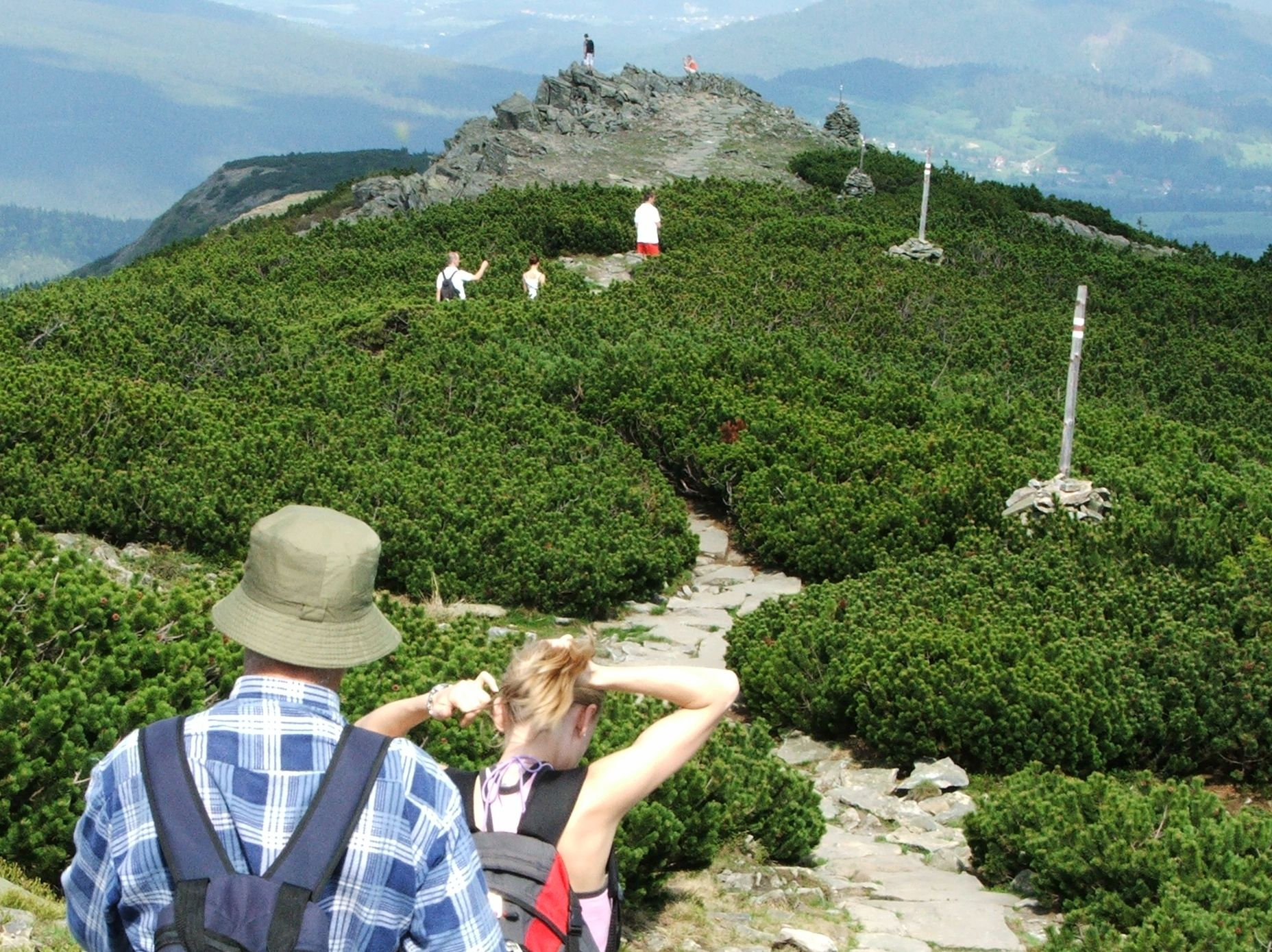
Стланиковые заросли (Польша)

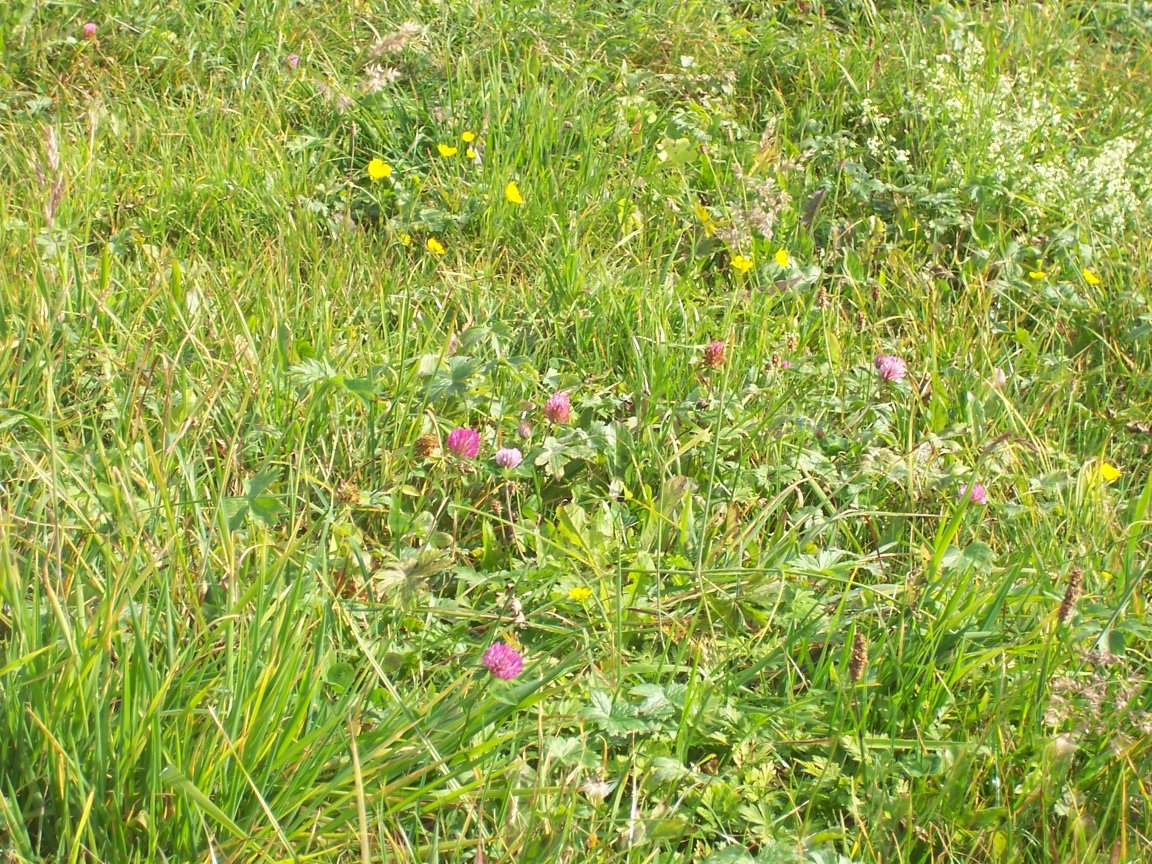
Субальпийский луг (Австрия)

Основная статья: Субальпийский пояс
Зона, в которой субальпийские луга перемежаются с редколесьями. Сочетает в себе как открытые ландшафты, так и парковые леса (ландшафты, представляющие собой сочетание степных и лесных участков) и криволесья. Сверху граничит с альпийским поясом, снизу — с горно-лесным (во влажных регионах) или степной частью пустынно-степного (в засушливых регионах).
В качестве синонима может употребляться термин горно-луговой пояс.
Субальпийский пояс нередко рассматривается как часть альпийского или горно-лесного.

### Горно-луговой пояс
Термин используется как синоним субальпийского или альпийского пояса, либо для их объединения. В последнем случае внизу граничит с лесным поясом, вверху — с нивальным.

### Горно-лесной пояс

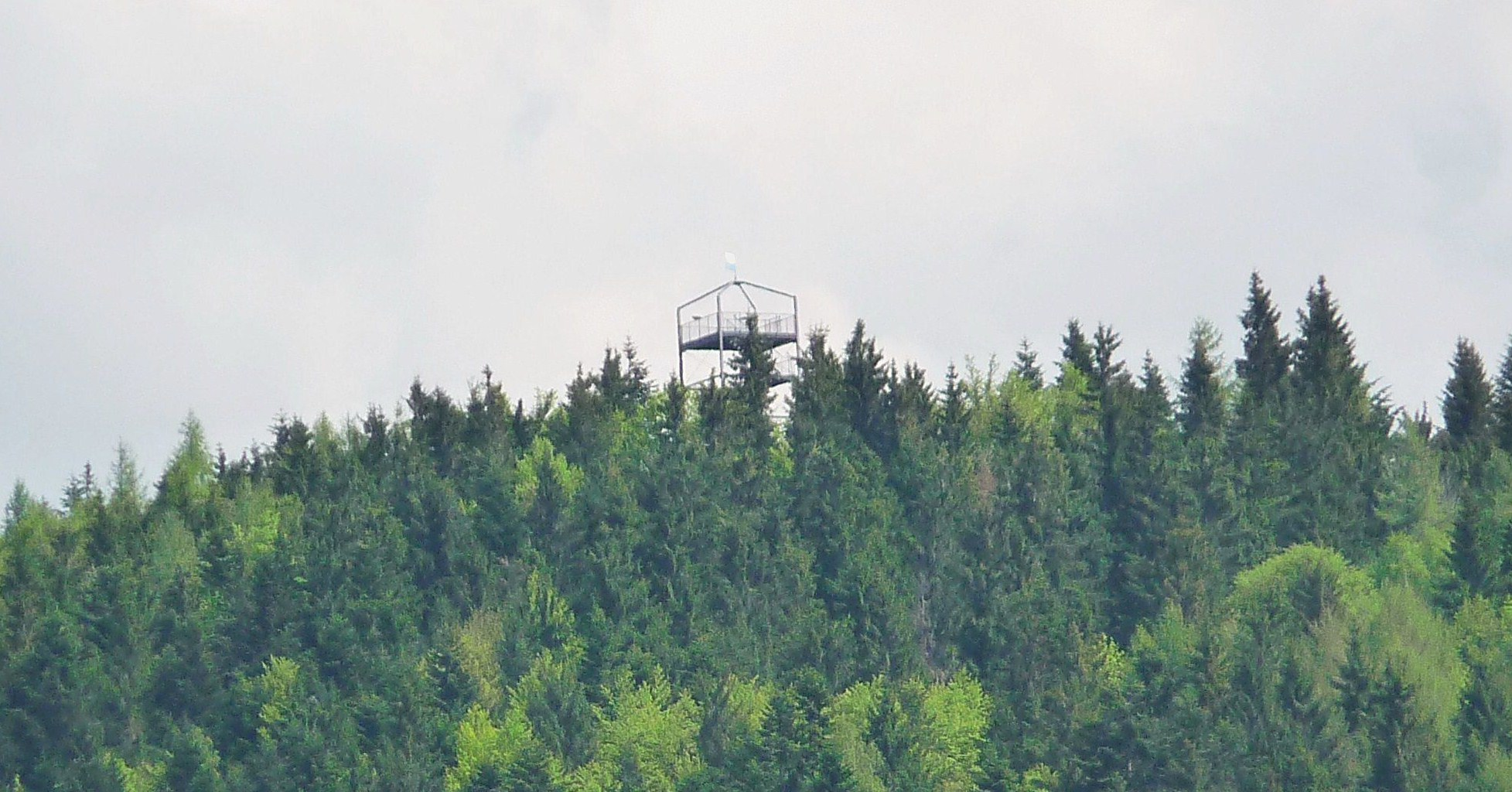
Хвойно-широколиственный лес (Германия)

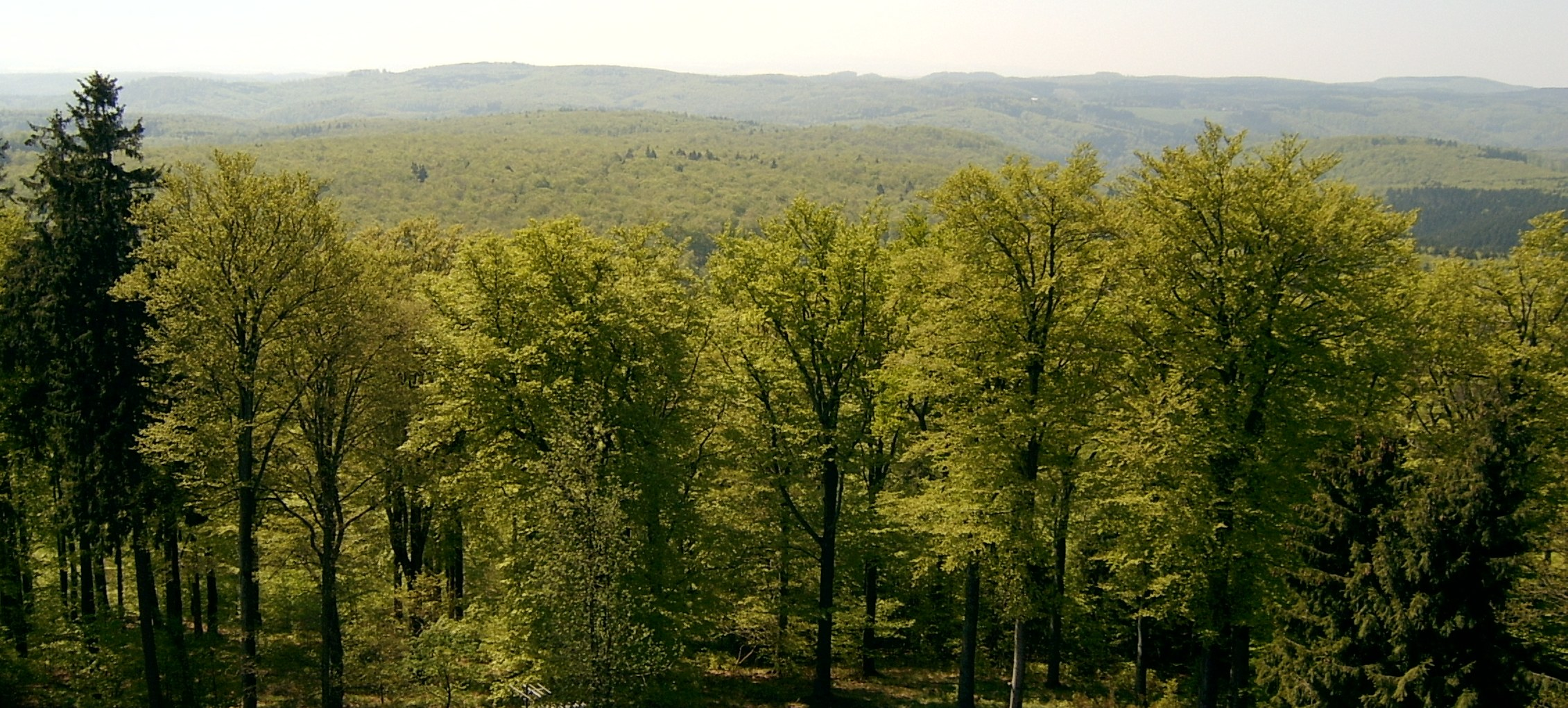
Широколиственный лес (Германия)

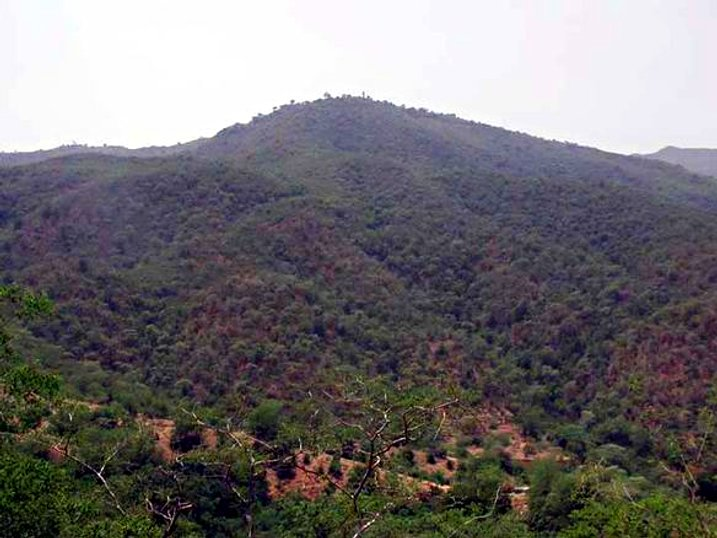
Тропический лес (Эритрея)

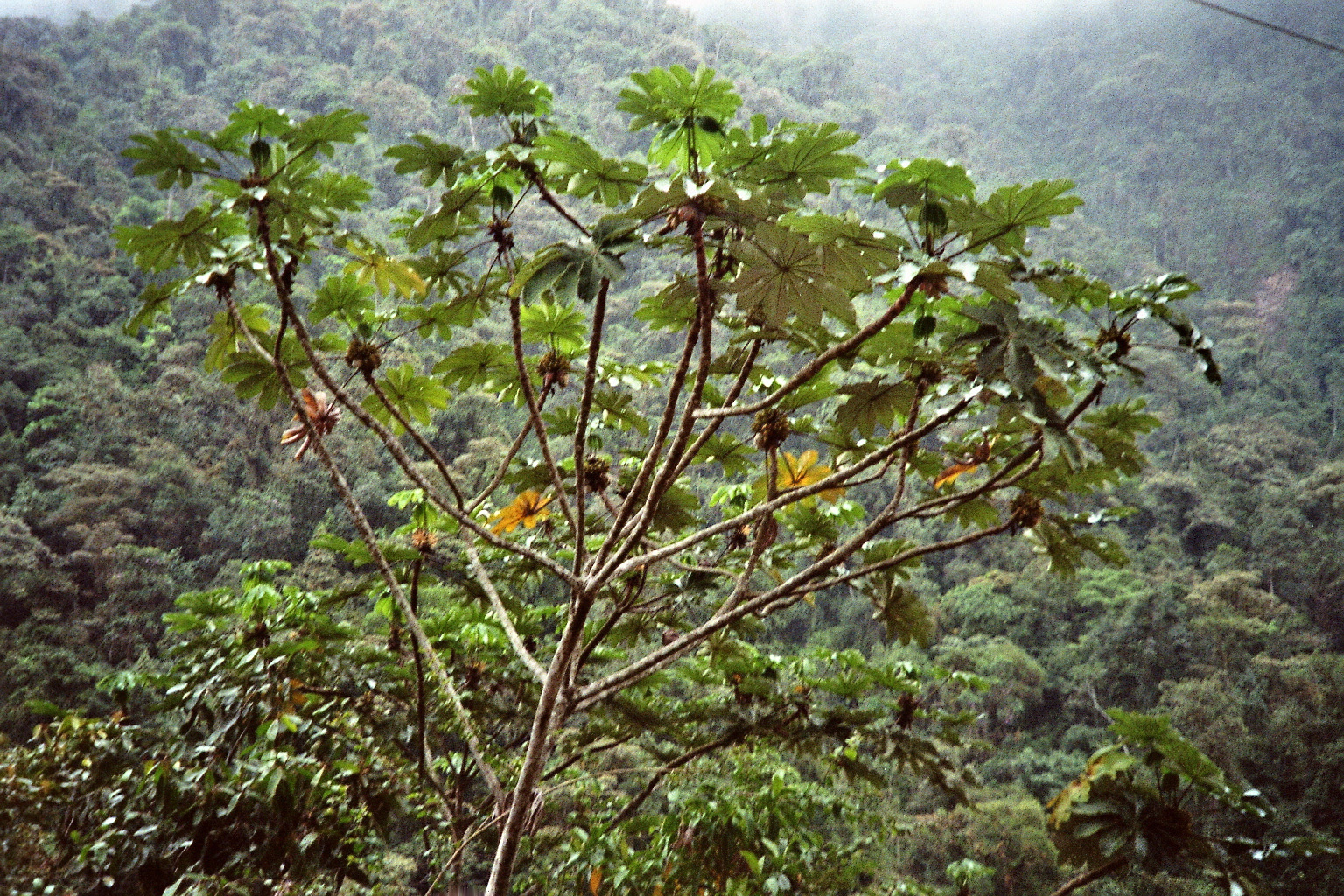
Туманный лес (Эквадор)

Основная статья: Горно-лесной пояс
Представляет собой сочетание различных лесных сообществ. Наиболее влажный из всех горных поясов. Снизу граничит с пустынно-степным поясом, сверху — с субальпийским или горно-тундровым.

### Пустынно-степной пояс

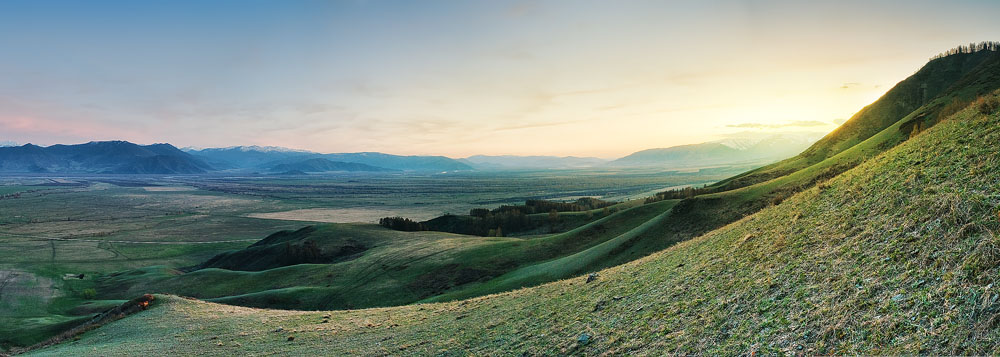
Степь весной (Россия, Алтай)

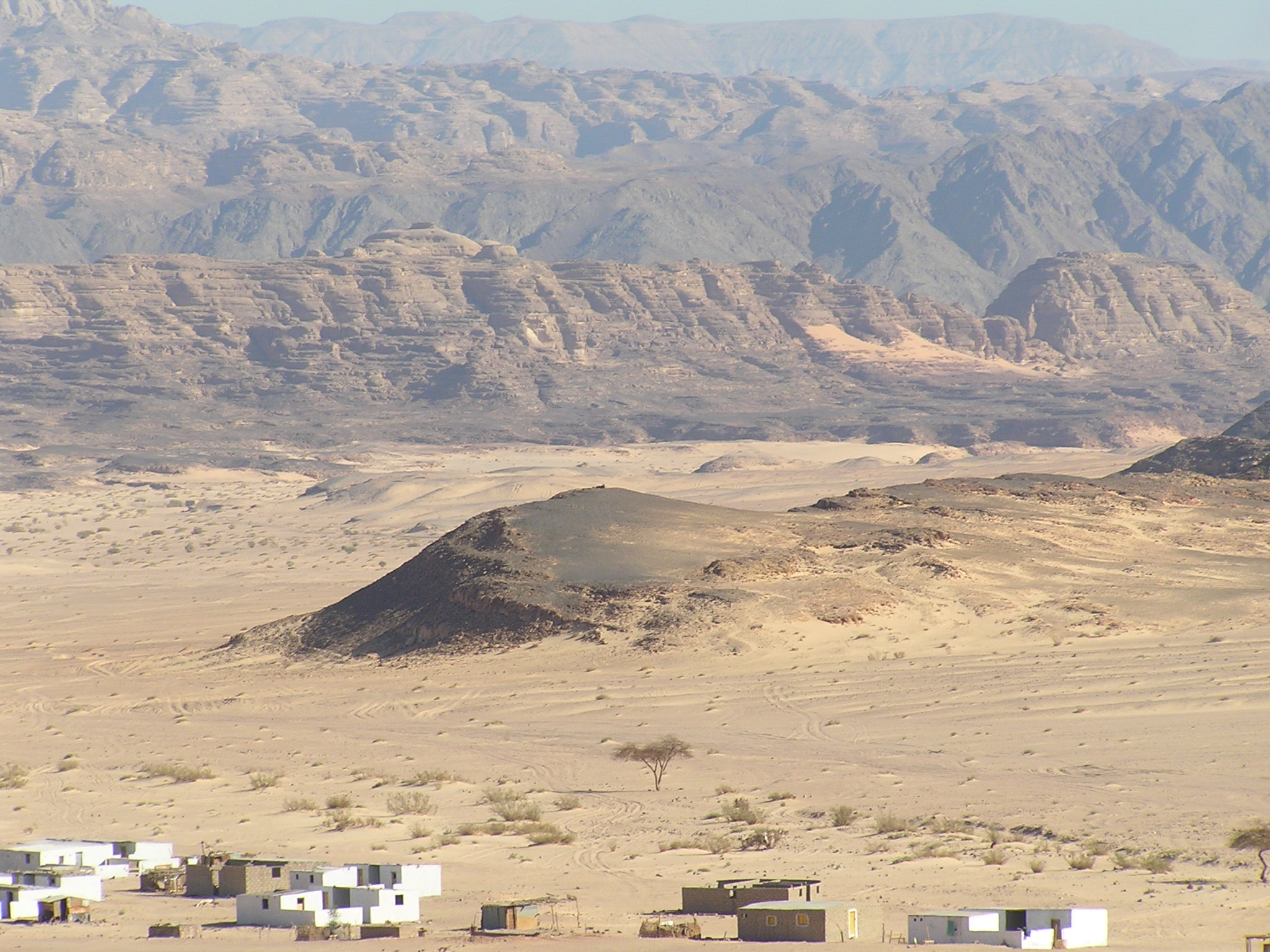
Пустыня (Израиль)

Пояс с сухим климатом и господством пустынных и степных растительных формаций. Распространены в пустынных, полупустынных и степных зонах тропиков, субтропиков и умеренного пояса, отчасти в зонах саванн и редколесий субэкваториальных поясов.
В умеренном и субтропическом поясах горные степи развиваются при 350—500 мм осадков в год, горные полупустыни — при 250—350 мм, горные пустыни — при суммах осадков менее 250 мм в год. В тропическом или субэкваториальном климате эти величины будут на 100—200 мм больше. Эти величины на 50—100 мм превышают величины для равнинных районов соответствующих биомов и климатических зон.
В пределах пустынно-степных поясов смена ландшафтов по мере увеличения высоты происходит следующим образом:
- горно-пустынные,
- горно-полупустынные,
- горно-степные.

В засушливых регионах граничит сверху с субальпийским поясом, в более влажных — с горно-лесным. Однако, если горы поднимаются выше пояса максимума осадков, к которому приурочен пояс горных лесов, пустынно-степной пояс будет находиться выше него.
Примерами такого инвертированного расположения могут служить восточный склон Боливийского нагорья, Абиссинское нагорье, внутренние части Памира.

## Практическое значение высотной поясности
Влияние высотной поясности существенно сказывается на хозяйстве горных территорий. С высотой сокращается вегетационный период и ухудшаются другие агроклиматические показатели, затрудняется или становится невозможным возделывание теплолюбивых культур, появляется возможность культивирования холодостойких растений. Горные луга важны как сезонные пастбища. В высокогорьях условия ведения хозяйства осложняются понижением давления, недостатком кислорода, понижением точки кипения воды и т. п., что создаёт специфические затруднения в работе транспорта, на высокогорных рудниках, метеостанциях и других хозяйственных объектах. У человека комплекс условий высокогорья вызывает неблагоприятные физиологические реакции (горная болезнь).